# U-17-Handball-Europameisterschaft der Frauen 2017
Die 13. U-17-Handball-Europameisterschaft der Frauen wurde vom 10. bis 20. August 2017 in der Slowakei ausgetragen. Veranstalter war die Europäische Handballföderation (EHF). Das deutsche Team gewann durch einen 23:18-Sieg über Norwegen im Finale seinen ersten Titel.

## Spielplan

### Vorrunde

#### Gruppe A
| Pl. | Land        | Sp. | S | U | N | Tore    | Diff. | Punkte |
| --- | ----------- | --- | - | - | - | ------- | ----- | ------ |
| 1.  | Deutschland | 3   | 3 | 0 | 0 | 078:510 | +27   | 06:00  |
| 2.  | Russland    | 3   | 2 | 0 | 1 | 076:710 | +5    | 04:20  |
| 3.  | Niederlande | 3   | 1 | 0 | 2 | 090:960 | −6    | 02:40  |
| 4.  | Österreich  | 3   | 0 | 0 | 3 | 066:920 | −26   | 00:60  |

| 10. August 2017 13:30 Uhr | Russland               | 15:19 | Deutschland                | Mestská Športová Hala, Michalovce Zuschauer: 200 |
| 10. August 2017 13:30 Uhr | meiste Tore: Maslowa 5 | (6:5) | meiste Tore: von Pereira 7 | Mestská Športová Hala, Michalovce Zuschauer: 200 |
| 10. August 2017 13:30 Uhr | Spielbericht           |       |                            | Mestská Športová Hala, Michalovce Zuschauer: 200 |

| 10. August 2017 15:30 Uhr | Niederlande               | 35:33   | Österreich               | Mestská Športová Hala, Michalovce Zuschauer: 250 |
| 10. August 2017 15:30 Uhr | meiste Tore: Sprengers 15 | (12:13) | meiste Tore: Neidhart 11 | Mestská Športová Hala, Michalovce Zuschauer: 250 |
| 10. August 2017 15:30 Uhr | Spielbericht              |         |                          | Mestská Športová Hala, Michalovce Zuschauer: 250 |

| 11. August 2017 13:30 Uhr | Österreich            | 23:29   | Russland                        | Mestská Športová Hala, Michalovce Zuschauer: 200 |
| 11. August 2017 13:30 Uhr | meiste Tore: Dramac 5 | (13:12) | meiste Tore: Michailitschenko 7 | Mestská Športová Hala, Michalovce Zuschauer: 200 |
| 11. August 2017 13:30 Uhr | Spielbericht          |         |                                 | Mestská Športová Hala, Michalovce Zuschauer: 200 |

| 11. August 2017 15:30 Uhr | Deutschland              | 31:26   | Niederlande               | Mestská Športová Hala, Michalovce Zuschauer: 200 |
| 11. August 2017 15:30 Uhr | meiste Tore: Bleckmann 6 | (16:12) | meiste Tore: Sprengers 11 | Mestská Športová Hala, Michalovce Zuschauer: 200 |
| 11. August 2017 15:30 Uhr | Spielbericht             |         |                           | Mestská Športová Hala, Michalovce Zuschauer: 200 |

| 13. August 2017 13:30 Uhr | Russland                         | 32:29   | Niederlande               | Mestská Športová Hala, Michalovce Zuschauer: 300 |
| 13. August 2017 13:30 Uhr | meiste Tore: Michailitschenko 11 | (18:15) | meiste Tore: Sprengers 11 | Mestská Športová Hala, Michalovce Zuschauer: 300 |
| 13. August 2017 13:30 Uhr | Spielbericht                     |         |                           | Mestská Športová Hala, Michalovce Zuschauer: 300 |

| 13. August 2017 15:30 Uhr | Deutschland                | 28:10  | Österreich                     | Mestská Športová Hala, Michalovce Zuschauer: 200 |
| 13. August 2017 15:30 Uhr | meiste Tore: von Pereira 7 | (17:4) | meiste Tore: 10 Spielerinnen 1 | Mestská Športová Hala, Michalovce Zuschauer: 200 |
| 13. August 2017 15:30 Uhr | Spielbericht               |        |                                | Mestská Športová Hala, Michalovce Zuschauer: 200 |

#### Gruppe B
| Pl. | Land       | Sp. | S | U | N | Tore    | Diff. | Punkte |
| --- | ---------- | --- | - | - | - | ------- | ----- | ------ |
| 1.  | Ungarn     | 3   | 3 | 0 | 0 | 083:710 | +12   | 06:00  |
| 2.  | Dänemark   | 3   | 2 | 0 | 1 | 071:640 | +7    | 04:20  |
| 3.  | Montenegro | 3   | 1 | 0 | 2 | 059:690 | −10   | 02:40  |
| 4.  | Kroatien   | 3   | 0 | 0 | 3 | 058:670 | −9    | 00:60  |

| 10. August 2017 17:30 Uhr | Dänemark                  | 22:20   | Kroatien                | Mestská Športová Hala, Michalovce Zuschauer: 200 |
| 10. August 2017 17:30 Uhr | meiste Tore: Steffensen 8 | (11:12) | meiste Tore: Franušić 7 | Mestská Športová Hala, Michalovce Zuschauer: 200 |
| 10. August 2017 17:30 Uhr | Spielbericht              |         |                         | Mestská Športová Hala, Michalovce Zuschauer: 200 |

| 10. August 2017 19:30 Uhr | Ungarn                             | 30:23  | Montenegro              | Mestská Športová Hala, Michalovce Zuschauer: 200 |
| 10. August 2017 19:30 Uhr | meiste Tore: Borgyos, Schatzl je 5 | (16:8) | meiste Tore: Knežević 8 | Mestská Športová Hala, Michalovce Zuschauer: 200 |
| 10. August 2017 19:30 Uhr | Spielbericht                       |        |                         | Mestská Športová Hala, Michalovce Zuschauer: 200 |

| 11. August 2017 17:30 Uhr | Montenegro              | 13:22 | Dänemark                             | Mestská Športová Hala, Michalovce Zuschauer: 200 |
| 11. August 2017 17:30 Uhr | meiste Tore: Knežević 6 | (8:8) | meiste Tore: Hansen, Steffensen je 5 | Mestská Športová Hala, Michalovce Zuschauer: 200 |
| 11. August 2017 17:30 Uhr | Spielbericht            |       |                                      | Mestská Športová Hala, Michalovce Zuschauer: 200 |

| 11. August 2017 19:30 Uhr | Kroatien              | 21:22   | Ungarn             | Mestská Športová Hala, Michalovce Zuschauer: 250 |
| 11. August 2017 19:30 Uhr | meiste Tore: Petika 8 | (10:12) | meiste Tore: Pál 7 | Mestská Športová Hala, Michalovce Zuschauer: 250 |
| 11. August 2017 19:30 Uhr | Spielbericht          |         |                    | Mestská Športová Hala, Michalovce Zuschauer: 250 |

| 13. August 2017 17:30 Uhr | Dänemark              | 27:31   | Ungarn              | Mestská Športová Hala, Michalovce Zuschauer: 250 |
| 13. August 2017 17:30 Uhr | meiste Tore: Hansen 8 | (15:16) | meiste Tore: Pál 11 | Mestská Športová Hala, Michalovce Zuschauer: 250 |
| 13. August 2017 17:30 Uhr | Spielbericht          |         |                     | Mestská Športová Hala, Michalovce Zuschauer: 250 |

| 13. August 2017 19:30 Uhr | Kroatien             | 17:23  | Montenegro                           | Mestská Športová Hala, Michalovce Zuschauer: 150 |
| 13. August 2017 19:30 Uhr | meiste Tore: Malec 4 | (8:10) | meiste Tore: Vukčević, Knežević je 5 | Mestská Športová Hala, Michalovce Zuschauer: 150 |
| 13. August 2017 19:30 Uhr | Spielbericht         |        |                                      | Mestská Športová Hala, Michalovce Zuschauer: 150 |

#### Gruppe C
| Pl. | Land       | Sp. | S | U | N | Tore    | Diff. | Punkte |
| --- | ---------- | --- | - | - | - | ------- | ----- | ------ |
| 1.  | Rumänien   | 3   | 2 | 1 | 0 | 077:710 | +6    | 05:10  |
| 2.  | Frankreich | 3   | 1 | 1 | 1 | 070:680 | +2    | 03:30  |
| 3.  | Schweden   | 3   | 1 | 1 | 1 | 067:660 | +1    | 03:30  |
| 4.  | Tschechien | 3   | 0 | 1 | 2 | 065:740 | −9    | 01:50  |

| 10. August 2017 13:30 Uhr | Frankreich               | 23:26   | Rumänien            | Chemkostav Aréna, Michalovce Zuschauer: 100 |
| 10. August 2017 13:30 Uhr | meiste Tore: Le Blevec 5 | (10:11) | meiste Tore: Popa 7 | Chemkostav Aréna, Michalovce Zuschauer: 100 |
| 10. August 2017 13:30 Uhr | Spielbericht             |         |                     | Chemkostav Aréna, Michalovce Zuschauer: 100 |

| 10. August 2017 15:30 Uhr | Schweden            | 23:19 | Tschechien            | Chemkostav Aréna, Michalovce Zuschauer: 250 |
| 10. August 2017 15:30 Uhr | meiste Tore: Dano 7 | (9:9) | meiste Tore: Hubová 5 | Chemkostav Aréna, Michalovce Zuschauer: 250 |
| 10. August 2017 15:30 Uhr | Spielbericht        |       |                       | Chemkostav Aréna, Michalovce Zuschauer: 250 |

| 11. August 2017 13:30 Uhr | Tschechien                          | 19:24  | Frankreich           | Chemkostav Aréna, Michalovce Zuschauer: 100 |
| 11. August 2017 13:30 Uhr | meiste Tore: Franková, Šmrhová je 3 | (8:12) | meiste Tore: Moore 8 | Chemkostav Aréna, Michalovce Zuschauer: 100 |
| 11. August 2017 13:30 Uhr | Spielbericht                        |        |                      | Chemkostav Aréna, Michalovce Zuschauer: 100 |

| 11. August 2017 15:30 Uhr | Rumänien            | 24:21  | Schweden                 | Chemkostav Aréna, Michalovce Zuschauer: 275 |
| 11. August 2017 15:30 Uhr | meiste Tore: Popa 9 | (8:14) | meiste Tore: Andersson 6 | Chemkostav Aréna, Michalovce Zuschauer: 275 |
| 11. August 2017 15:30 Uhr | Spielbericht        |        |                          | Chemkostav Aréna, Michalovce Zuschauer: 275 |

| 13. August 2017 13:30 Uhr | Frankreich           | 23:23   | Schweden            | Chemkostav Aréna, Michalovce Zuschauer: 250 |
| 13. August 2017 13:30 Uhr | meiste Tore: Foppa 9 | (12:11) | meiste Tore: Dano 8 | Chemkostav Aréna, Michalovce Zuschauer: 250 |
| 13. August 2017 13:30 Uhr | Spielbericht         |         |                     | Chemkostav Aréna, Michalovce Zuschauer: 250 |

| 13. August 2017 15:30 Uhr | Rumänien            | 27:27   | Tschechien                              | Chemkostav Aréna, Michalovce Zuschauer: 500 |
| 13. August 2017 15:30 Uhr | meiste Tore: Ilie 7 | (15:16) | meiste Tore: Vavroušková, Franková je 5 | Chemkostav Aréna, Michalovce Zuschauer: 500 |
| 13. August 2017 15:30 Uhr | Spielbericht        |         |                                         | Chemkostav Aréna, Michalovce Zuschauer: 500 |

#### Gruppe D
| Pl. | Land     | Sp. | S | U | N | Tore    | Diff. | Punkte |
| --- | -------- | --- | - | - | - | ------- | ----- | ------ |
| 1.  | Norwegen | 3   | 2 | 0 | 1 | 073:660 | +7    | 04:20  |
| 2.  | Spanien  | 3   | 2 | 0 | 1 | 086:730 | +13   | 04:20  |
| 3.  | Slowakei | 3   | 1 | 1 | 1 | 068:770 | −9    | 03:30  |
| 4.  | Serbien  | 3   | 0 | 1 | 2 | 055:660 | −11   | 01:50  |

| 10. August 2017 17:30 Uhr | Spanien                  | 36:25   | Slowakei                 | Chemkostav Aréna, Michalovce Zuschauer: 700 |
| 10. August 2017 17:30 Uhr | meiste Tore: Sobrepera 7 | (20:12) | meiste Tore: Popovcová 9 | Chemkostav Aréna, Michalovce Zuschauer: 700 |
| 10. August 2017 17:30 Uhr | Spielbericht             |         |                          | Chemkostav Aréna, Michalovce Zuschauer: 700 |

| 10. August 2017 19:30 Uhr | Norwegen                          | 23:16  | Serbien                                  | Chemkostav Aréna, Michalovce Zuschauer: 150 |
| 10. August 2017 19:30 Uhr | meiste Tore: Nordvang, Novak je 5 | (12:8) | meiste Tore: Lazić, Jovović, Stošić je 3 | Chemkostav Aréna, Michalovce Zuschauer: 150 |
| 10. August 2017 19:30 Uhr | Spielbericht                      |        |                                          | Chemkostav Aréna, Michalovce Zuschauer: 150 |

| 11. August 2017 17:30 Uhr | Slowakei                 | 25:23  | Norwegen                         | Chemkostav Aréna, Michalovce Zuschauer: 1000 |
| 11. August 2017 17:30 Uhr | meiste Tore: Lanczová 13 | (9:13) | meiste Tore: Svele, Arnesen je 6 | Chemkostav Aréna, Michalovce Zuschauer: 1000 |
| 11. August 2017 17:30 Uhr | Spielbericht             |        |                                  | Chemkostav Aréna, Michalovce Zuschauer: 1000 |

| 11. August 2017 19:30 Uhr | Serbien                  | 21:25   | Spanien                   | Chemkostav Aréna, Michalovce Zuschauer: 550 |
| 11. August 2017 19:30 Uhr | meiste Tore: Bogunović 5 | (13:11) | meiste Tore: Sobrepera 12 | Chemkostav Aréna, Michalovce Zuschauer: 550 |
| 11. August 2017 19:30 Uhr | Spielbericht             |         |                           | Chemkostav Aréna, Michalovce Zuschauer: 550 |

| 13. August 2017 17:30 Uhr | Serbien                | 18:18 | Slowakei                | Chemkostav Aréna, Michalovce Zuschauer: 1600 |
| 13. August 2017 17:30 Uhr | meiste Tore: Jovović 6 | (9:9) | meiste Tore: Lanczová 6 | Chemkostav Aréna, Michalovce Zuschauer: 1600 |
| 13. August 2017 17:30 Uhr | Spielbericht           |       |                         | Chemkostav Aréna, Michalovce Zuschauer: 1600 |

| 13. August 2017 19:30 Uhr | Norwegen                            | 27:25   | Spanien                       | Chemkostav Aréna, Michalovce Zuschauer: 300 |
| 13. August 2017 19:30 Uhr | meiste Tore: Nordvang, Arnesen je 4 | (15:12) | meiste Tore: Valles Becerra 6 | Chemkostav Aréna, Michalovce Zuschauer: 300 |
| 13. August 2017 19:30 Uhr | Spielbericht                        |         |                               | Chemkostav Aréna, Michalovce Zuschauer: 300 |

### Zwischenrunde

#### Gruppe I1
| Pl. | Land        | Sp. | S | U | N | Tore    | Diff. | Punkte |
| --- | ----------- | --- | - | - | - | ------- | ----- | ------ |
| 1.  | Niederlande | 3   | 3 | 0 | 0 | 087:780 | +9    | 06:00  |
| 2.  | Montenegro  | 3   | 2 | 0 | 1 | 063:590 | +4    | 04:20  |
| 3.  | Österreich  | 3   | 1 | 0 | 2 | 084:830 | +1    | 02:40  |
| 4.  | Kroatien    | 3   | 0 | 0 | 3 | 070:840 | −14   | 00:60  |

| 15. August 2017 13:30 Uhr | Österreich               | 29:23   | Kroatien                          | Mestská Športová Hala, Michalovce Zuschauer: 150 |
| 15. August 2017 13:30 Uhr | meiste Tore: Failmayer 6 | (13:13) | meiste Tore: Miholić, Guskić je 5 | Mestská Športová Hala, Michalovce Zuschauer: 150 |
| 15. August 2017 13:30 Uhr | Spielbericht             |         |                                   | Mestská Športová Hala, Michalovce Zuschauer: 150 |

| 15. August 2017 15:30 Uhr | Niederlande              | 20:15  | Montenegro             | Mestská Športová Hala, Michalovce Zuschauer: 100 |
| 15. August 2017 15:30 Uhr | meiste Tore: Sprengers 8 | (10:9) | meiste Tore: Radović 6 | Mestská Športová Hala, Michalovce Zuschauer: 100 |
| 15. August 2017 15:30 Uhr | Spielbericht             |        |                        | Mestská Športová Hala, Michalovce Zuschauer: 100 |

| 16. August 2017 13:30 Uhr | Kroatien             | 30:32   | Niederlande              | Mestská Športová Hala, Michalovce Zuschauer: 200 |
| 16. August 2017 13:30 Uhr | meiste Tore: Malec 8 | (17:14) | meiste Tore: Krullaars 7 | Mestská Športová Hala, Michalovce Zuschauer: 200 |
| 16. August 2017 13:30 Uhr | Spielbericht         |         |                          | Mestská Športová Hala, Michalovce Zuschauer: 200 |

| 16. August 2017 15:30 Uhr | Montenegro              | 25:22   | Österreich              | Mestská Športová Hala, Michalovce Zuschauer: 200 |
| 16. August 2017 15:30 Uhr | meiste Tore: Raičević 6 | (10:12) | meiste Tore: Neidhart 6 | Mestská Športová Hala, Michalovce Zuschauer: 200 |
| 16. August 2017 15:30 Uhr | Spielbericht            |         |                         | Mestská Športová Hala, Michalovce Zuschauer: 200 |

#### Gruppe I2
| Pl. | Land       | Sp. | S | U | N | Tore    | Diff. | Punkte |
| --- | ---------- | --- | - | - | - | ------- | ----- | ------ |
| 1.  | Schweden   | 3   | 3 | 0 | 0 | 069:560 | +13   | 06:00  |
| 2.  | Slowakei   | 3   | 1 | 1 | 1 | 061:620 | −1    | 03:30  |
| 3.  | Tschechien | 3   | 1 | 0 | 2 | 058:640 | −6    | 02:40  |
| 4.  | Serbien    | 3   | 0 | 1 | 2 | 053:590 | −6    | 01:50  |

| 15. August 2017 13:30 Uhr | Tschechien                               | 21:20  | Serbien                           | Chemkostav Aréna, Michalovce Zuschauer: 200 |
| 15. August 2017 13:30 Uhr | meiste Tore: Ševčíková, Vavroušková je 5 | (11:8) | meiste Tore: Jovović, Stošić je 5 | Chemkostav Aréna, Michalovce Zuschauer: 200 |
| 15. August 2017 13:30 Uhr | Spielbericht                             |        |                                   | Chemkostav Aréna, Michalovce Zuschauer: 200 |

| 15. August 2017 15:30 Uhr | Schweden                  | 26:22   | Slowakei                 | Chemkostav Aréna, Michalovce Zuschauer: 500 |
| 15. August 2017 15:30 Uhr | meiste Tore: Andersson 10 | (11:14) | meiste Tore: Popovcová 7 | Chemkostav Aréna, Michalovce Zuschauer: 500 |
| 15. August 2017 15:30 Uhr | Spielbericht              |         |                          | Chemkostav Aréna, Michalovce Zuschauer: 500 |

| 16. August 2017 13:30 Uhr | Serbien                | 15:20  | Schweden             | Chemkostav Aréna, Michalovce Zuschauer: 200 |
| 16. August 2017 13:30 Uhr | meiste Tore: Jovović 5 | (7:11) | meiste Tore: Dano 10 | Chemkostav Aréna, Michalovce Zuschauer: 200 |
| 16. August 2017 13:30 Uhr | Spielbericht           |        |                      | Chemkostav Aréna, Michalovce Zuschauer: 200 |

| 16. August 2017 15:30 Uhr | Slowakei                 | 21:18   | Tschechien                              | Chemkostav Aréna, Michalovce Zuschauer: 500 |
| 16. August 2017 15:30 Uhr | meiste Tore: Popovcová 8 | (10:13) | meiste Tore: Vavroušková, Franková je 4 | Chemkostav Aréna, Michalovce Zuschauer: 500 |
| 16. August 2017 15:30 Uhr | Spielbericht             |         |                                         | Chemkostav Aréna, Michalovce Zuschauer: 500 |

### Hauptrunde

#### Gruppe M1
| Pl. | Land        | Sp. | S | U | N | Tore    | Diff. | Punkte |
| --- | ----------- | --- | - | - | - | ------- | ----- | ------ |
| 1.  | Ungarn      | 3   | 2 | 1 | 0 | 081:710 | +10   | 05:10  |
| 2.  | Deutschland | 3   | 2 | 1 | 0 | 064:580 | +6    | 05:10  |
| 3.  | Dänemark    | 3   | 1 | 0 | 2 | 066:680 | −2    | 02:40  |
| 4.  | Russland    | 3   | 0 | 0 | 3 | 051:650 | −14   | 00:60  |

| 15. August 2017 17:30 Uhr | Russland                   | 17:21  | Dänemark              | Mestská Športová Hala, Michalovce Zuschauer: 200 |
| 15. August 2017 17:30 Uhr | meiste Tore: Sinelnikowa 5 | (9:11) | meiste Tore: Møller 5 | Mestská Športová Hala, Michalovce Zuschauer: 200 |
| 15. August 2017 17:30 Uhr | Spielbericht               |        |                       | Mestská Športová Hala, Michalovce Zuschauer: 200 |

| 15. August 2017 19:30 Uhr | Deutschland                | 25:25   | Ungarn             | Mestská Športová Hala, Michalovce Zuschauer: 200 |
| 15. August 2017 19:30 Uhr | meiste Tore: von Pereira 9 | (13:12) | meiste Tore: Pál 7 | Mestská Športová Hala, Michalovce Zuschauer: 200 |
| 15. August 2017 19:30 Uhr | Spielbericht               |         |                    | Mestská Športová Hala, Michalovce Zuschauer: 200 |

| 16. August 2017 17:30 Uhr | Dänemark                   | 18:20  | Deutschland                              | Mestská Športová Hala, Michalovce Zuschauer: 200 |
| 16. August 2017 17:30 Uhr | meiste Tore: Steffensen 10 | (7:12) | meiste Tore: Bleckmann, von Pereira je 6 | Mestská Športová Hala, Michalovce Zuschauer: 200 |
| 16. August 2017 17:30 Uhr | Spielbericht               |        |                                          | Mestská Športová Hala, Michalovce Zuschauer: 200 |

| 16. August 2017 19:30 Uhr | Ungarn                | 25:19  | Russland                        | Mestská Športová Hala, Michalovce Zuschauer: 200 |
| 16. August 2017 19:30 Uhr | meiste Tore: Kácsor 7 | (11:9) | meiste Tore: Michailitschenko 5 | Mestská Športová Hala, Michalovce Zuschauer: 200 |
| 16. August 2017 19:30 Uhr | Spielbericht          |        |                                 | Mestská Športová Hala, Michalovce Zuschauer: 200 |

#### Gruppe M2
| Pl. | Land       | Sp. | S | U | N | Tore    | Diff. | Punkte |
| --- | ---------- | --- | - | - | - | ------- | ----- | ------ |
| 1.  | Frankreich | 3   | 2 | 0 | 1 | 078:690 | +9    | 04:20  |
| 2.  | Norwegen   | 3   | 2 | 0 | 1 | 073:740 | −1    | 04:20  |
| 3.  | Spanien    | 3   | 1 | 0 | 2 | 074:790 | −5    | 02:40  |
| 4.  | Rumänien   | 3   | 1 | 0 | 2 | 072:750 | −3    | 02:40  |

| 15. August 2017 17:30 Uhr | Frankreich            | 29:24  | Spanien                  | Chemkostav Aréna, Michalovce Zuschauer: 300 |
| 15. August 2017 17:30 Uhr | meiste Tore: Foppa 14 | (14:8) | meiste Tore: Sobrepera 8 | Chemkostav Aréna, Michalovce Zuschauer: 300 |
| 15. August 2017 17:30 Uhr | Spielbericht          |        |                          | Chemkostav Aréna, Michalovce Zuschauer: 300 |

| 15. August 2017 19:30 Uhr | Rumänien            | 23:27   | Norwegen               | Chemkostav Aréna, Michalovce Zuschauer: 150 |
| 15. August 2017 19:30 Uhr | meiste Tore: Popa 8 | (11:10) | meiste Tore: Arnesen 6 | Chemkostav Aréna, Michalovce Zuschauer: 150 |
| 15. August 2017 19:30 Uhr | Spielbericht        |         |                        | Chemkostav Aréna, Michalovce Zuschauer: 150 |

| 16. August 2017 17:30 Uhr | Spanien                  | 25:23   | Rumänien                | Chemkostav Aréna, Michalovce Zuschauer: 300 |
| 16. August 2017 17:30 Uhr | meiste Tore: Sobrepera 5 | (14:14) | meiste Tore: Târșoagă 6 | Chemkostav Aréna, Michalovce Zuschauer: 300 |
| 16. August 2017 17:30 Uhr | Spielbericht             |         |                         | Chemkostav Aréna, Michalovce Zuschauer: 300 |

| 16. August 2017 19:30 Uhr | Norwegen                 | 19:26   | Frankreich                          | Chemkostav Aréna, Michalovce Zuschauer: 350 |
| 16. August 2017 19:30 Uhr | meiste Tore: Kjølholdt 5 | (10:14) | meiste Tore: Jacques, Lachaize je 5 | Chemkostav Aréna, Michalovce Zuschauer: 350 |
| 16. August 2017 19:30 Uhr | Spielbericht             |         |                                     | Chemkostav Aréna, Michalovce Zuschauer: 350 |

### Platzierungsspiele

#### Play-off-Spiele Platz 9 bis 12
| 18. August 2017 17:30 Uhr | Niederlande               | 26:24   | Slowakei                              | City Sport Hall, Michalovce Zuschauer: 500 |
| 18. August 2017 17:30 Uhr | meiste Tore: Krullaars 10 | (13:12) | meiste Tore: Lanczová, Popovcová je 6 | City Sport Hall, Michalovce Zuschauer: 500 |
| 18. August 2017 17:30 Uhr | Spielbericht              |         |                                       | City Sport Hall, Michalovce Zuschauer: 500 |

| 18. August 2017 20:00 Uhr | Schweden             | 28:19   | Montenegro             | City Sport Hall, Michalovce Zuschauer: 150 |
| 18. August 2017 20:00 Uhr | meiste Tore: Dano 11 | (16:10) | meiste Tore: Radović 5 | City Sport Hall, Michalovce Zuschauer: 150 |
| 18. August 2017 20:00 Uhr | Spielbericht         |         |                        | City Sport Hall, Michalovce Zuschauer: 150 |

#### Spiel um Platz 11
| 19. August 2017 17:30 Uhr | Slowakei                 | 20:22   | Montenegro            | City Sport Hall, Michalovce Zuschauer: 400 |
| 19. August 2017 17:30 Uhr | meiste Tore: Popovcová 5 | (11:13) | meiste Tore: Godeč 10 | City Sport Hall, Michalovce Zuschauer: 400 |
| 19. August 2017 17:30 Uhr | Spielbericht             |         |                       | City Sport Hall, Michalovce Zuschauer: 400 |

#### Spiel um Platz 9
| 19. August 2017 20:00 Uhr | Niederlande                          | 20:31   | Schweden                  | City Sport Hall, Michalovce Zuschauer: 200 |
| 19. August 2017 20:00 Uhr | meiste Tore: de Jong, Krullaars je 3 | (11:15) | meiste Tore: Dahlström 10 | City Sport Hall, Michalovce Zuschauer: 200 |
| 19. August 2017 20:00 Uhr | Spielbericht                         |         |                           | City Sport Hall, Michalovce Zuschauer: 200 |

#### Play-off-Spiele Platz 5 bis 8
| 18. August 2017 12:30 Uhr | Dänemark              | 30:29 n. V.      | Rumänien            | Chemkostav Arena, Michalovce Zuschauer: 300 |
| 18. August 2017 12:30 Uhr | meiste Tore: Hansen 8 | (15:13), (26:26) | meiste Tore: Popa 6 | Chemkostav Arena, Michalovce Zuschauer: 300 |
| 18. August 2017 12:30 Uhr | Spielbericht          |                  |                     | Chemkostav Arena, Michalovce Zuschauer: 300 |

| 18. August 2017 15:00 Uhr | Spanien                | 27:28   | Russland                        | Chemkostav Arena, Michalovce Zuschauer: 150 |
| 18. August 2017 15:00 Uhr | meiste Tore: Vallina 6 | (12:17) | meiste Tore: Michailitschenko 7 | Chemkostav Arena, Michalovce Zuschauer: 150 |
| 18. August 2017 15:00 Uhr | Spielbericht           |         |                                 | Chemkostav Arena, Michalovce Zuschauer: 150 |

#### Spiel um Platz 7
| 20. August 2017 10:00 Uhr | Rumänien            | 30:25   | Spanien                       | Chemkostav Arena, Michalovce Zuschauer: 150 |
| 20. August 2017 10:00 Uhr | meiste Tore: Popa 6 | (15:13) | meiste Tore: Valles Becerra 5 | Chemkostav Arena, Michalovce Zuschauer: 150 |
| 20. August 2017 10:00 Uhr | Spielbericht        |         |                               | Chemkostav Arena, Michalovce Zuschauer: 150 |

#### Spiel um Platz 5
| 20. August 2017 12:30 Uhr | Dänemark                                    | 24:32   | Russland                 | Chemkostav Arena, Michalovce Zuschauer: 200 |
| 20. August 2017 12:30 Uhr | meiste Tore: Wierzba, Madsen, Simonsen je 4 | (14:19) | meiste Tore: Ismailowa 7 | Chemkostav Arena, Michalovce Zuschauer: 200 |
| 20. August 2017 12:30 Uhr | Spielbericht                                |         |                          | Chemkostav Arena, Michalovce Zuschauer: 200 |

### Finalrunde

#### Halbfinale
| 18. August 2017 17:30 Uhr | Ungarn               | 21:26   | Norwegen                 | Chemkostav Arena, Michalovce Zuschauer: 150 |
| 18. August 2017 17:30 Uhr | meiste Tore: Arany 4 | (13:14) | meiste Tore: Kjølholdt 8 | Chemkostav Arena, Michalovce Zuschauer: 150 |
| 18. August 2017 17:30 Uhr | Spielbericht         |         |                          | Chemkostav Arena, Michalovce Zuschauer: 150 |

| 18. August 2017 20:00 Uhr | Frankreich              | 21:27   | Deutschland                | Chemkostav Arena, Michalovce Zuschauer: 400 |
| 18. August 2017 20:00 Uhr | meiste Tore: Di Rocco 7 | (10:13) | meiste Tore: von Pereira 6 | Chemkostav Arena, Michalovce Zuschauer: 400 |
| 18. August 2017 20:00 Uhr | Spielbericht            |         |                            | Chemkostav Arena, Michalovce Zuschauer: 400 |

#### Spiel um Platz 3
| 20. August 2017 15:00 Uhr | Ungarn             | 32:18  | Frankreich           | Chemkostav Arena, Michalovce Zuschauer: 700 |
| 20. August 2017 15:00 Uhr | meiste Tore: Pál 6 | (13:9) | meiste Tore: Foppa 5 | Chemkostav Arena, Michalovce Zuschauer: 700 |
| 20. August 2017 15:00 Uhr | Spielbericht       |        |                      | Chemkostav Arena, Michalovce Zuschauer: 700 |

#### Finale
| 20. August 2017 17:30 Uhr | Norwegen             | 18:23  | Deutschland           | Chemkostav Arena, Michalovce Zuschauer: 1.600 |
| 20. August 2017 17:30 Uhr | meiste Tore: Novak 4 | (12:9) | meiste Tore: Scheib 6 | Chemkostav Arena, Michalovce Zuschauer: 1.600 |
| 20. August 2017 17:30 Uhr | Spielbericht         |        |                       | Chemkostav Arena, Michalovce Zuschauer: 1.600 |

## Abschlussplatzierungen
| Rang   | Team        | Sp. | S | U | N | Tore    | Diff. |
| ------ | ----------- | --- | - | - | - | ------- | ----- |
| Gold   | Deutschland | 8   | 7 | 1 | 0 | 192:148 | +044  |
| Silber | Norwegen    | 8   | 5 | 0 | 3 | 190:184 | ±006  |
| Bronze | Ungarn      | 8   | 6 | 1 | 1 | :       | ±000  |

## All-Star-Team
| Lena Hausherr |                | Pauletta Foppa |                  | Henrikke Kjølholdt |
|               | Jana Sobrepera |                | Walerija Maslowa |                    |
|               |                | Tamara Pál     |                  |                    |
|               |                | Diana Ciucă    |                  |                    |